# Nottetempo (singolo)
Nottetempo è un singolo del cantautore e rapper italiano Franco126, pubblicato il 28 marzo 2025 come primo estratto dal terzo album in studio Futuri possibili.

## Video musicale
Il video musicale, diretto da Gio Macedonio e Bea Chima, è stato pubblicato il 15 aprile 2025 attraverso il canale YouTube della Soldy Music. Il montaggio è stato curato da Tommaso Pagliacci.

## Tracce
Testi di Federico Bertollini, Pietro Di Dionisio e Giorgio Poti.
1. Nottetempo (feat. Giorgio Poi) – 2:55

## Classifiche
| Classifica (2025) | Posizione massima |
| ----------------- | ----------------- |
| Italia            | 49                |